# 엘런 폼페오
엘런 폼페오(Ellen Pompeo, 1969년 11월 10일 ~ )는 골든 글로브 상에 후보로 올랐었고, 미국 배우 조합상에서 수상한 미국 배우이다. ABC의 의학 드라마 《그레이 아나토미》에서 주인공 메러디스 그레이의 역을 맡고 있다.

## 생애

### 어린시절
회사원인 조지프 폼페오와 케이틀린의 딸로 매사추세츠주 에버렛에서 태어났다. 폼페오는 아일랜드계와 이탈리아계의 후손으로, 기독교인으로 키워졌다. 그의 할아버지는 이탈리아에서 태어났고, 어머니는 그가 4살 때 죽었다. 그리고 아버지는 어머니의 죽음 후에 곧 재혼했다. 그의 별명은 마른 체형 때문에 연필 또는 Straciatella (이탈리아어로 "작은 헝겊" 또는 "끈뭉치")였다.
마이애미에서 2년이상 칵테일 서빙을 할 때, 패션 사진작가인 앤드루 로젠달을 만났다. 1996년에 그가 광고제의를 에이전트로부터 받았을 당시에, 그는 뉴욕 시에 있는 한 바에서 바텐더를 하고 있었다. 그 후에 그는 시티은행과 로레알의 광고에 출현했다. 《스트레인저스 위드 캔디》 (Strangers With Candy)와 《로 앤 오더》와 같은 작품의 조연으로 연기생활을 시작했다.

### 연기생활
연기자가 되기로 결심하고, 2001년에 로스앤젤레스로 왔다. 2002년에 브래드 실버링이 감독한 영화 《문라이트 마일》 (Moonlight Mile)에서 제이크 질런홀의 동정심어린 사랑을 받는 역할을 맡게 되면서 연기인생의 전환점이 찾아왔다. 《데어데블》에서 주인공 맷 머독의 비서 캐런 페이지로 출연했지만, 극장 개봉작에서는 대부분의 장면이 삭제되었다. 2002년과 2003년에는 《캐치 미 이프 유 캔》과 《올드 스쿨》에 출연했다. 《로 앤 오더》와 《프렌즈》의 에피소드에서 게스트로 출연하기도 했다. 2004년엔 《이터널 선샤인》에서 짐 캐리의 전여자친구 나오미 역을 맡았다. 비록 출연한 장면들이 영화에서는 편집되었지만, 감독인 미셀 공드리에게 자신을 그의 영화에 출연할 수 있도록 해주어서 고마움을 느낀다고 하였다.
ABC의 《그레이 아나토미》에서 주인공이자 일류 병원의 외과 인턴으로 나오는 메러디스 그레이라는 역할은 그녀가 처음으로 맡은 주연급 역할이다. 이 드라마는 시즌 4에서 최고의 시청률을 기록하기도 했다. 2007년에 그는 골든 글로브 상의 드라마 부문의 최우수 여배우 상의 후보에 오르기도 했다. 같은 해에 재계약을 했는데, 편당 출연료가 200,000달러에 달한다.

### 사생활
그는 2007년 11월 9일에 뮤직 프로듀서인 크리스토퍼 아이베리와 뉴욕시청에서 시장인 마이클 블룸버그가 증인이 되어 준 결혼식을 치렀다. 그들은 2003년에 친구의 소개로 만나 6개월 후에 연애를 시작했다. 현재 그들은 로스앤젤레스에서 살고 있다.

## 작품 리스트
| 연도 | 작품명                                                                           | 배역                  |
| ---- | -------------------------------------------------------------------------------- | --------------------- |
| 1996 | 《로 앤 오더》 (에피소드: Savior)                                                | 제나 웨버             |
| 1999 | 《스트레인저스 위드 캔디 (Strangers with Candy) (에피소드: Feather in the Storm) | 리지 에이브럼스       |
| 1999 | 《8 1/2 x 11》                                                                   | Human Resources Woman |
| 1999 | 《커밍 순 (Coming Soon)                                                          | 화난 여성             |
| 2000 | 《마지막 부인 (Eventual Wife)                                                    | 베스                  |
| 2000 | 《인 더 위즈》                                                                   | 마사                  |
| 2000 | 《로 앤 오더》 (에피소드: Fools for Love)                                        | 로라 켄드릭           |
| 2000 | 《겟 리얼》 (에피소드: History Lessons)                                          | 니나 애들러           |
| 2001 | 《더 잡 (The Job) (에피소드: Anger)                                              | 수                    |
| 2001 | 《스트롱 메디슨 (Strong Medicine) (에피소드: Wednesday Night Fever)              | 퀸시 던               |
| 2002 | 《문라이트 마일 (Moonlight Mile)                                                 | 버티 녹스             |
| 2002 | 《캐치 미 이프 유 캔》                                                           | 마시                  |
| 2003 | 《데어데블》                                                                     | 캐런 페이지           |
| 2003 | 《올드 스쿨 (Old School)                                                         | 니콜                  |
| 2003 | 《언더마인드 (Undermind)                                                         | 플린                  |
| 2004 | 《프렌즈》 (에피소드: The One Where the Stripper Cries)                          | 미시 골드버그         |
| 2004 | 《노바디스 퍼펙트 (Nobody's Perfect)                                             | 베로니카              |
| 2004 | 《아트 하이스트 (Art Heist)                                                      | 샌드라 워커           |
| 2004 | 《이터널 선샤인》                                                                | 나오미 (편집됨)       |
| 2005 | 《라이프 오브 더 파티 (Life of the Party)                                        | 피비 엘진             |
| 2005 | 《그레이 아나토미》                                                              | 메러디스 그레이       |